# Dehaasia firma
Dehaasia firma är en lagerväxtart som beskrevs av Carl Ludwig von Blume. Dehaasia firma ingår i släktet Dehaasia och familjen lagerväxter. Inga underarter finns listade i Catalogue of Life.